# Гоппе, Герман Дмитриевич
Ге́рман Дми́триевич Го́ппе (нем. Hermann Hoppe; 24 мая [5 июня] 1836, Хамм, Вестфалия — 15 [27] апреля 1885, Санкт-Петербург) — российский издатель и книгопечатник. Основатель крупной издательской фирмы — «Книгоиздательство Германъ Гоппе» (1867—1914) в Петербурге. Его имя стоит в одном ряду с известными и влиятельными в издательскими фирмами, основанными немецкими предпринимателями — А. Ф. Марксом, М. О. Вольфом, К. Д. Риккером, В. Е. Генкелем, О. О. Гербеком. Одним из первых стал издавать печатное издание нового типа — иллюстрированный еженедельный журнал для семейного чтения «Всемирная иллюстрация» (1869—1898).

## Жизненный и издательский путь

### Обучение в Европе, переезд и первый опыт в России
Герман Гоппе родился и вырос в прусской провинции Вестфалия, учился книгоиздательскому делу у себя на родине, в Бельгии, Великобритании, служил в европейских книготорговых фирмах.
В 1861 году, в возрасте 25 лет, получил приглашение от известного петербургского книготорговца М. О. Вольфа приехать в Петербург и возглавить немецкий отдел его крупного книжного магазина. Прослужив здесь до 1867 года, Гоппе (совместно с Германом Корнфельдом) создал в Петербурге собственное издательство, выпустив примечательный справочник — «Всеобщая адресная книга С.-Петербурга» (1867—1868). С 1867 года одним из первых в России начал выпускать сразу же ставший известным «Всеобщий календарь» (1867—1900), с 1870 года — также «календари-ежедневники».
Одновременно с изданием книг Гоппе приступает к изданию нового типа журнала мод «Моды и новости» (1867—1868), переименованного вскоре в не менее известный «Модный свет» (1867—1883). «Модный свет» был прекрасно иллюстрирован, давал подробнейшие рисунки туалетов, к нему прилагались цветные, разукрашенные от руки, иллюстрации.
Издание женских журналов было достаточно выгодным коммерческим предприятием, так как они имели универсальную направленность и в них публиковались сообщения и новости разного свойства — от новинок беллетристики до советов по домоводству и картинок с парижскими модами.
В журнале помещались заметки о тонкостях воспитания, этикета, кулинарии, образования. Тексты о моде, как правило, переводились из французских журналов и представляли собой подробные описания разнообразных нарядов и аксессуаров.
Кроме того, журнал, знакомя своих читателей с лучшими образцами зарубежной моды, выполнял в эти годы и культурно-просветительскую функцию, когда мода перестала уже «… быть неписаной привилегией избранных кругов и начинает направлять и формировать вкусы большинства городского населения»..
Со временем Гоппе расширил структуру журнала, утвердив отдел фельетона, раздел светской хроники, введя в литературной части публикации на общественные темы.

### Главный плод трудов — «Всемирная иллюстрация»

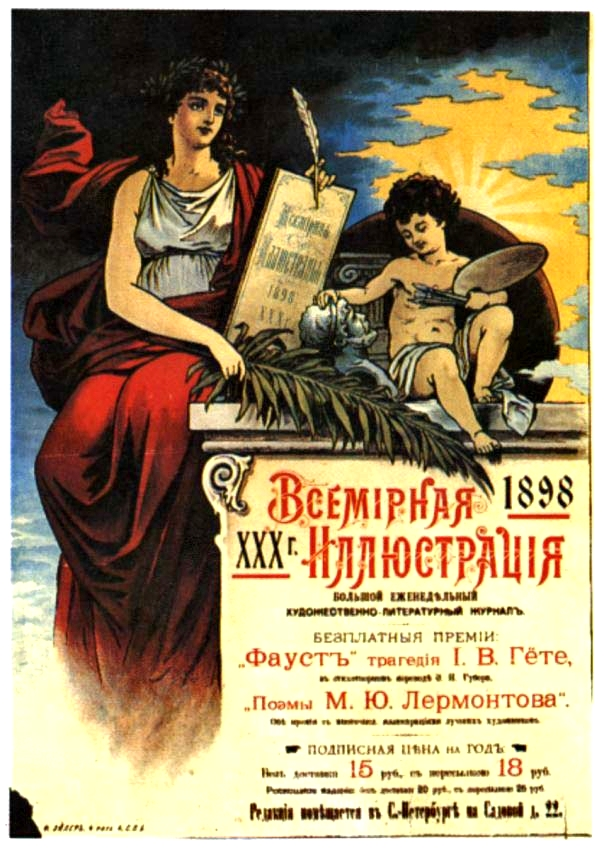
Журнал «Всемирная иллюстрация». Плакат. 1898 г.

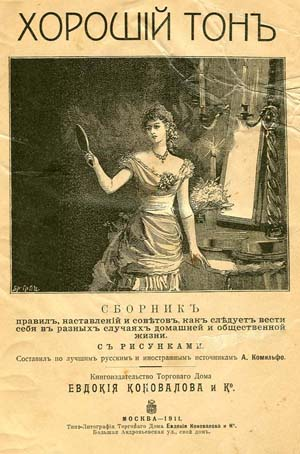
Популярной в конце XIX — начале XX вв. была книга по этикету Германа Гоппе «Хороший тон», изданная в С.-Петербурге в 1881 г. Многие правила из этой книги звучат и сейчас вполне современно.
«Хотите иметь в себе неистощимый источник учтивости? Умейте владеть своей душой. Образуйте ёе так, чтобы она печально сжималась, когда вам придется огорчить кого бы то ни было. Так тело наше сжимается, когда ему наносят рану. Такое счастливое образование души будет в вас источником истинной учтивости».
Из книги «Хороший тон: Сборник правил и советов на все случаи жизни, общественной и семейной». — СПб.: Книгоиздательство Германа Гоппе

Успех этих журналов позволил Гоппе приступить к выпуску главного своего детища — еженедельного журнала «Всемирная иллюстрация», задуманного по типу подобных заграничных изданий. На волне «больших» реформ 1860—1870-х гг., роста демократических настроений в стране, общего промышленного подъёма, расширения читательской среды и спроса Герман Гоппе, взяв за образец первый в мире британский иллюстрированный еженедельник «Иллюстрированные лондонские новости» (The Illustrated London News) (с 1842), первый и самый успешный в Пруссии еженедельный иллюстрированный семейный журнал «Беседка» (Die Gartenlaube) (с 1853) и ведущий во Франции в XIX веке иллюстрированный еженедельник «Иллюстрированный мир» (Le Monde Illustré) (с 1857), создаёт при этом новый тип еженедельного иллюстрированного журнала для семейного чтения, который был рассчитан на массового читателя и мог служить иллюстрированным отражением важнейших событий в стране и за границей.
Вновь созданный научно-популярный журнал «Всемирная иллюстрация», благодаря своей концепции и обязательным для еженедельника особенностям — общедоступной цене, массовости, доходчивости, разноплановой тематике, учёту интересов читателей различных возраста и уровня образования, броскому оформлению, иллюстрированной хронике современной жизни, рассказам, повестям «с продолжением», путевым очеркам — вскоре приобрёл исключительную известность и популярность.
В журнале новым и самым важным подразделением был художественный отдел, в его работе участвовало более 50 художников, на него работало 12 гравёрных мастерских. За 10 лет, с 1869 по 1878 год, журнал поместил на своих страницах почти 7000 рисунков. Тираж журнала в 1878 году достиг 11000 экземпляров.
В 1879 году Гоппе основал и приступил к изданию еженедельного журнала литературы, науки и искусств «Огонёк» (1879—1883) (ред. Н. П. Аловерт), в 1883 году журнал «Модный свет» и слившийся с ним «Модный магазин» (1862) стал выходить в его издательстве под новым именем «Модный свет и модный магазин» (1883), с 1884 года — журнала «Новый русский базар» (1866—1894)..

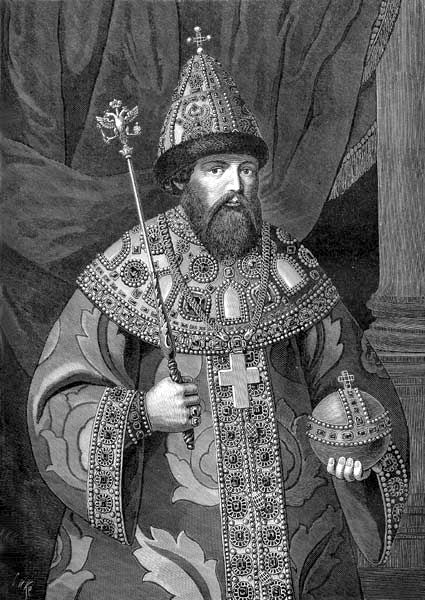
Алексей Михайлович (1629—1676) — русский царь из династии Романовых.
Гравюра. Начало 1880-х гг.
Иллюстрация из альбома «Венчание русских государей на царство.» (1883). Издательство Германа Гоппе, 1883

За свою издательскую деятельность Гоппе выпустил много прекрасно оформленных и высокого качества книг различной тематики, жанров и направлений, а также роскошные юбилейные и приуроченные к крупным историческим событиям (ставшие в настоящее время раритетными), издания: «Альбом 200-летнего юбилея Императора Петра Великого (1672—1872 гг.)», текст П. Н. Петрова и С. Н. Шубинского (1872),), «Альбом русских народных сказок и былин» (1875) (текст П. Н. Петрова), «Иллюстрированная хроника войны» (1877—1878), «Всероссийская художественно-промышленная выставка в Москве» (1882), «Венчание русских государей на царство. Начиная с царя Михаила Федоровича до императора Александра III.» (1883).
Герман Гоппе составил и издал на немецком языке уникальный каталог шрифтов «Katalog der wichtigeren, hervorragenden und besseren Schriften deutscher Literatur, welche in den Jahren 1801 bis Ende 1868 erschienen sind» («Каталог наиболее важных, исключительных и лучших шрифтов немецкой литературы, появившихся в период с 1801 по конец 1868 года») (1871), был одним из организаторов в 1880 году Русского Общества книгопродавцев и издателей, издававшего «Книжный Вестник» (1884—1916) с целью регистрации вновь выходящих в России книг.
После скоропостижной смерти Г. Д. Гоппе в 1885 году издательские права перешли его супруге А. П. Гоппе, издательством же фактически руководил его брат Эдуард Гоппе, владелец крупной в Петербурге Типографии Императорских СПб. Театров. Его фирма считалась одной из лучших в полиграфическом отношении среди петербургских типографий, выполняя заказы даже других издателей.
В качестве приложения к «Всемирной иллюстрации» издательство Германа Гоппе выпускало в 1889—1896 гг. журнал «Труд», который иллюстрировали И. К. Айвазовский, В. М. Васнецов, В. В. Верещагин, В. И. Суриков, И. Е. Репин, И. И. Шишкин, Г. И. Семирадский и др. В журнале печатались произведения Г. П. Данилевского, Н. С. Лескова, Я. П. Полонского, В. В. Крестовского, А. Н. Майкова, А. А. Фета, В. Л. Величко и др.
Из периодических изданий фирмы Э. Гоппе выделялся «журнал печатного дела» «Обзор графических искусств», отличавшийся прекрасным полиграфическим исполнением.

### Значение деятельности

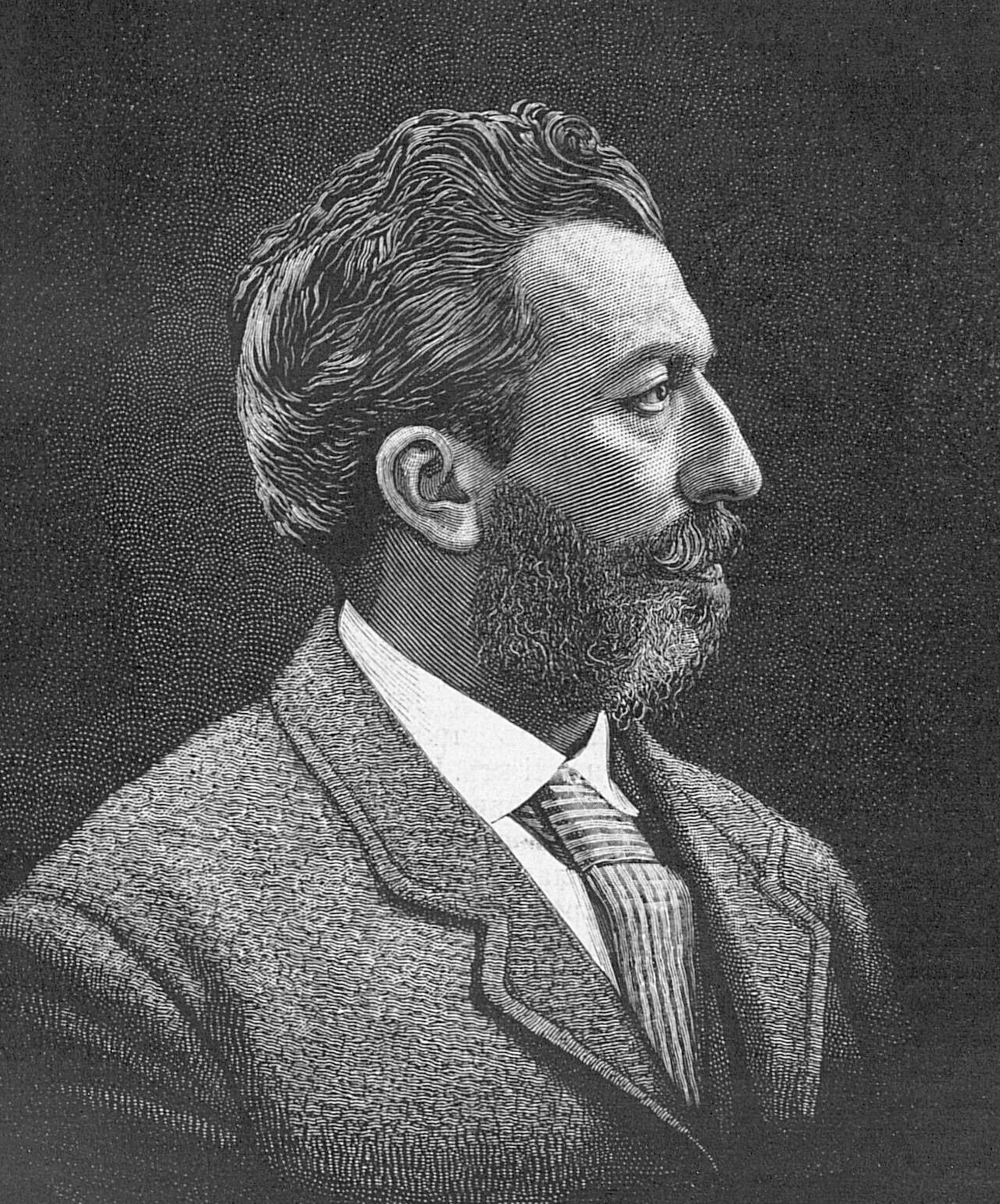
Портрет Гоппе к некрологу

Герман Гоппе является типичным представителем западных предпринимателей, приехавших в дореволюционную Россию и осознавших возможность соединить высокий уровень немецкой техники и промышленного развития с возможностями развивающегося обширного российского рынка, которые открылись в стране после реформ 1860—1870-х гг. Он по праву относится к большинству тех переехавших в Российскую империю немцев, которые здесь обрели вторую родину и внесли значительный вклад в российские науку, промышленность, историю и культуру.
Немцы играли значительную роль в различных областях культуры, а среди издателей, книготорговцев, владельцев частных типографий и библиотек занимали в эту эпоху ключевые позиции. История российского книгопечатания и книгоиздания середины XIX — начала XX века наполнена немецкими именами, их вклад в развитие российской культуры огромен и неоценим. Время давно определило роль немецкого этноса в многовековой истории России.
Выходец из Германии — родины книгопечатания — Герман Гоппе принёс с собой в Россию высокую культуру книжного и издательского дела. Немецкие книгопродавческие и издательские предприятия той поры по уровню оснащённости и организации производства, квалификации персонала относились к элите делового мира России.
Гоппе создал известное издательство, основал мощную типографию, оснастив её высокохудожественными шрифтами и передовым для того времени типографским оборудованием, что позволило печатать на высоком полиграфическом уровне художественные памятные издания, альбомы, издания по искусству шрифта и книжной орнаменталистики.
Являясь не только практиком книготоргового дела, он стал в известной степени и новатором издательской деятельности по выпуску новых типов модных журналов для дам «Модный свет», «Модный свет и модный магазин», иллюстрированного журнала для семейного чтения и массового читателя «Всемирная иллюстрация», журналов «Огонёк», «Новый русский базар». Ему удалось много сделать в области просвещения, приобщения к чтению и воспитания как «средней» интеллигенции, так и людей с невысокими материальным и культурным уровнями.
Издавая книги, календари, учебные пособия, беллетристику, он внёс свой заметный вклад в насыщение российского книжного рынка изданиями высокого качества, способствовал внедрению и развитию типографской техники и искусства ксилографической иллюстрации, сказал своё веское слово в становлении и развитии книгоиздательского и книготоргового дела в России.
Гоппе умер в Санкт-Петербурге, похоронен на Волковом лютеранском кладбище.

## Комментарии
1. ↑  Петербургский журнал Германа Гоппе «Модный свет» был известным изданием, с ним был хорошо знаком, к примеру, А. П. Чехов — писатель неоднократно упоминает его в своих рассказах «Краткая анатомия человека» (1883) и «Осколки московской жизни» (1884).
2. ↑  Журнал «Огонёк» выходил в течение трёх издательских периодов: 
.
1. Годы выпуска: 1879—1883 (в 1876—1878 г. выходил журнал «Кругозор»). 

2. Годы выпуска: 1899—1918. 

3. Годы выпуска: 1923—1939 как еженедельный иллюстрированный журнал; (1939—1940) как ежедекадный иллюстрированный общественно-политический и литературно-художественный журнал; (1941—1942) как еженедельный литературно-художественный иллюстрированный журнал; (1947—1990) как еженедельный общественно-политический и литературно-художественный журнал; (1990—1995) как еженедельный публицистический и литературно-художественный иллюстрированный журнал; (с 1995) как общенациональный еженедельный иллюстрированный журнал
3. ↑  Аловерт Николай Павлович (р. 1847), литератор, редактор журнала «Огонёк» (1879—1883).
4. ↑  «Модный магазин» — журнал, издававшийся в Санкт-Петербурге С. Г. Мей с 1862 по 1882 г., объёмом до 20 полос, периодичностью два раза в месяц, с приложением выкроек, модных картин и т. п.
5. ↑  «Модный свет и модный магазин» — иллюстрированный журнал моды, хозяйства и литературы для дам. Издавался в Санкт-Петербурге вместо «Модного света» в 3-х изданиях, с 1884 по 1898 гг, с 1902 по 1905 гг., с 1906 по 1914 гг. периодичностью 4 выпуска в месяц. Редактор Э. Д. Гоппе, издатели: А. П. Гоппе, с 1906 — Н. П. Аловерт.
6. ↑  «Новый русский базар» — еженедельный иллюстрированный дамский журнал беллетристики, науки, изящных искусств, женского воспитания, рукоделия, мод и новостей. Издавался Санкт-Петербурге, в 3-х изданиях: с 1866 по 1872 гг., с 1872 по 1884 гг. (изд.-ред. Шишмарёв), с 1884 по 1894 гг. изд. Г. Д. Гоппе, с приложением мод и выкроек
7. ↑  Раритет (нем. Rarität, от лат. raritas — редкость), исключительно редкая, ценная вещь; диковина.